# Wilhelm Hermann Münch
Pour les articles homonymes, voir Münch.
Wilhelm Hermann Münch (Metz, 11 août 1879 - Berlin-Zehlendorf, 7 juillet 1969) est un astrophysicien allemand.

## Biographie
Wilhelm Herrmann Johannes Münch naît le 11 août 1879, à Metz, en Lorraine. En 1914, la Première Guerre mondiale interrompt ses recherches. Après guerre, en collaboration avec J. Wilsing et J. Scheiner, Münch publie le résultat de ses recherches. Münch travaille, dès 1919, pour l'Institut Leibniz d’astrophysique de Potsdam, comme observateur principal. Fidèle en amitié, il garda contact avec ses collègues et amis, comme l'astronome danois Ejnar Hertzsprung, tout au long de sa carrière.
Wilhelm Hermann Münch décéda en 1969 à Berlin-Zehlendorf.

## Publications
- W. Münch ; J. Wilsing ; J. Scheiner :Effektive Temperaturen von 199 helleren Sternen nach spektralphotometrischen Messungen, Astrophys. Observatorium, Potsdam, 1919[7].

## Sources
- Münch, Wilhelm Hermann Johannes sur deutsche-biographie.de
- Münch, Wilhelm Hermann Johannes sur Archiv der Berlin-Brandenburgischen Akademie der Wissenschaften.